# Estrogen

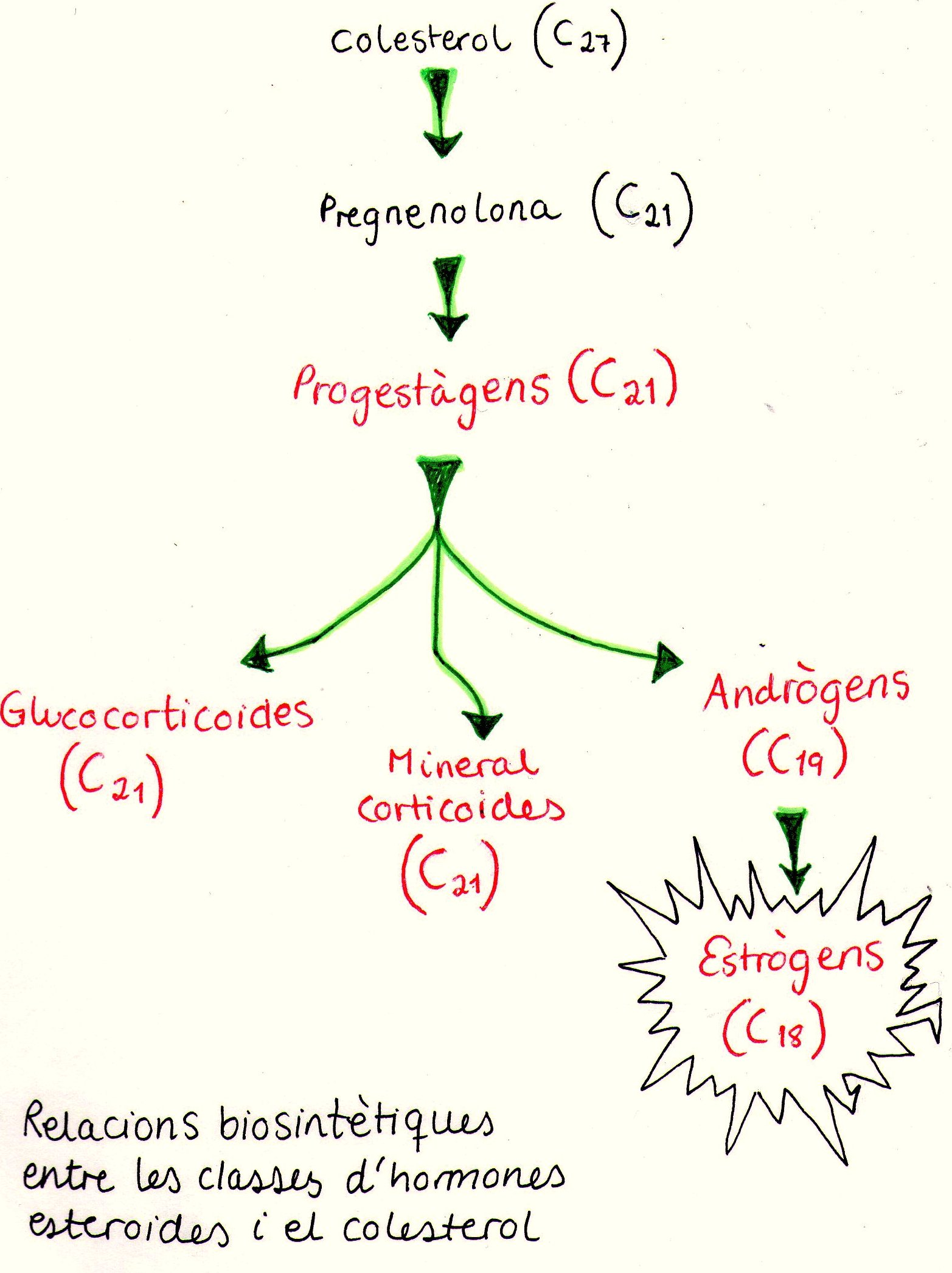
Estrògens.

Esteroidogènesi

Els estrògens, de vegades popularment anomenades hormones femenines, són un tipus d'hormones esteroidals la funció general de les quals és la diferenciació sexual femenina. 'Estrògens' és una denominació comuna que s'utilitza per a substàncies que funcionen com a hormones sexuals femenines. Els estrògens naturals més comuns són: estrona, estradiol i estriol. Aquestes hormones actuen amb diversos grups cel·lulars de l'organisme, especialment amb aquells que estan relacionats amb l'activitat sexual, però també interaccionen amb el cervell i intervenen en funcions endocrines i neurotransmissores.
Els estrògens se sintetitzen en tots els vertebrats i alguns insectes. La seva presència tant en vertebrats com en insectes suggereix que les hormones sexuals estrogèniques tenen una antiga història evolutiva. Quantitativament, els estrògens circulen a nivells més baixos que els andrògens tant en homes com en dones. Si bé els nivells d'estrògens són significativament més baixos en els homes que en les dones, els estrògens tenen, tanmateix, uns papers fisiològics importants en els homes.

## Caracterització bioquímica
Una de les cinc categories d'hormones esteroidals són els estrògens. Com les altres categories (progestina, glucocorticoides, mineralocorticoides i andrògens), els estrògens són derivats del colesterol i, per tant, contenen una estructura de quatre anells del nucli del colesterol.
En la seva funció endocrina, els estrògens travessen la membrana cel·lular per a arribar al nucli, on s'encarreguen de l'activació o desactivació de determinats gens, regulant la síntesi de proteïnes. Per activar i desactivar els gens s'uneixen a proteïnes que són receptors solubles i molt específics. Els receptors dels estrògens són membres d'una família de proteïnes que actuen com a receptors d'una gran varietat de molècules hidròfobes, incloent-hi les altres hormones esteroidals, tiroidals i retinoidals. Encara que els principals compartiments productors d'esteroides dels ovaris (cèl·lules de la granulosa, de la teca, de l'estroma i del cos luti) tenen tots els sistemes enzimàtics requerits per a la síntesi de múltiples esteroides, són les cèl·lules de la granulosa les principals secretores d'estrògens.

## Estructura
Totes les hormones esteroidals contenen l'estructura de quatre anells del nucli de colesterol. Els anells es designen amb les lletres A, B, C i D. Atès que les hormones esteroidals són efectives només a concentracions molt baixes, se sintetitzen a l'organisme a concentracions petites. La seva síntesi consumeix relativament poc colesterol i requereix l'eliminació d'algun o tots els carbonis de la cadena lateral al carboni 17 de l'anell D del colesterol. Aquesta eliminació té lloc a les mitocòndries dels teixits que produeixen esteroides i implica la hidroxilació de dos carbonis adjacents de la cadena lateral (C20 i C22), seguida del trencament de l'enllaç entre ells. Totes les reaccions d'hidroxilació i oxigenació de la biosíntesi d'esteroides estan catalitzades per oxidases de funció mixta. Aquestes necessiten la presència de NADPH, de O2 i del citocrom mitocondrial P-450 monooxigenasa per a la seva tasca.
RH + O₂ + NADPH + H+ → ROH + H₂O + NADP+{

Estriol, un tipus d'estrogen natural.

Els estrògens es diferencien dels andrògens per la pèrdua d'un grup metil angular i per la formació d'un anell A aromàtic. Són esteroides C18 que posseeixen un grup fenòlic hidroxilat en C3 i un grup hidroxil (estradiol) o una cetona (estrona) en C17.
Testosterona: La testosterona és una hormona esteroide del grup dels andrògens. En els mamífers, la testosterona és secretada principalment als testicles dels mascles i als ovaris de les femelles, tot i que les glàndules adrenals també en secreten petites quantitats. És la principal hormona sexual masculina, i és un esteroide anabolitzant.
Els estrògens són un tipus d'hormones esteroidals la funció general de les quals és la diferenciació sexual femenina. Els estrògens és una denominació comuna que s'utilitza per a substàncies que funcionen com a hormones sexuals femenines. Els estrògens naturals més comuns són: estrona, estradiol i estriol. Aquests actuen amb diversos grups cel·lulars de l'organisme, especialment amb aquells que estan relacionats amb l'activitat sexual, però també interaccionen amb el cervell i estan implicats en funcions endocrines i neurotransmissores.

## Síntesi
Els estrògens es produeixen a l'organisme via altres andrògens que es transformen amb l'ajut d'enzims. L'estradiol prové de la testosterona, mentre que l'estrona prové de l'androstenodina. Ambdues transformacions poden ocórrer gràcies a l'aromatasa, un enzim que forma part de la superfamília del citocrom P450.
Els estrògens se sintetitzen principalment als ovaris i a la placenta, però existeixen alguns estrògens que es produeixen en menors quantitats al fetge, a l'escorça suprarenal i als pits. Els estrògens estradiol, estriol i estrona es troben en plasma que s'uneix principalment a l'albúmina, a banda de què l'estradiol també s'uneix a globulina d'unió a hormones sexuals (SHBG). Al fetge es redueix l'activitat de l'estrona i de l'estradiol perquè es transformen en estriol que després es modifica, es fa soluble en aigua i se segrega a través de la bilis o l'orina.
La producció d'estrògens als ovaris comença a la pubertat i està regulada per l'hormona fol·liculoestimulant (FSH) i l'hormona luteoestimulant (LH) segregades per la glàndula hipofisiària anterior. Abans d'arribar a la pubertat, el nivell d'estrògens en la circulació és bastant baix i existeix un efecte inhibidor sobre la secreció de LH i FSH. En començar la pubertat aquest efecte inhibidor es redueix i la producció d'estrògens comença. La producció pot començar gràcies a la cooperació entre les cèl·lules de la teca interna i les cèl·lules granuloses, trobades dins dels fol·licles dels ovaris. L'hormona luteïnitzant estimula l'absorció del colesterol i la conversió de colesterol a androstenodiona a les cèl·lules de la teca. Aquesta androstenodiona és secretada a la teca interna i, després, absorbida per les cèl·lules granuloses, que contenen aromatasa l'activitat de la qual està estimulada per LH i FSH.

## Estrògens naturals

### Estrona
Concretament, l'estrona és l'estrogen que promou, principalment, el desenvolupament i el manteniment de les estructures reproductives de la dona (especialment la capa endometrial de l'úter), les característiques secundàries sexuals, com ara l'augment dels pits. El lloc principal de síntesi de l'estrona es troba en els teixits extraovàrics, el múscul esquelètic i el teixit adipós.

### Estradiol
La tasca més important de l'estradiol, l'estrogen més potent i abundant dels estrògens dels ovaris, és ajudar a controlar l'equilibri de líquids i electròlits. A més, indueix la proliferació.

### Estriol
El paper de l'estriol, l'altre tipus d'estrogen natural, és estimular la síntesi de proteïnes.

## Estrògens sintètics
El dietilestilbestrol és un estrogen sintètic que s'ha utilitzat per a fomentar el creixement del bestiar boví fins que es comprovà que podia ser cancerigen en les concentracions existents a la carn del bestiar tractat. Algunes píndoles anticonceptives orals també contenen estrògens sintètics com el noretinodrel o el mestranol.

## Hormones sexuals femenines
Els estrògens, com a hormones sexuals femenines, tenen una important funció a la pubertat, període on es fa la diferenciació sexual, i al període fèrtil de les dones regulant el cicle menstrual i, quan s'escau, el període d'embaràs, part i postpart. Amb la menopausa, aquestes hormones deixen de tenir una funció important a la reproducció, per això els seus nivells baixen.

### Pubertat
Els nivells d'estrògens són baixos durant la infantesa i augmenten amb la pubertat, per a desenvolupar de les característiques sexuals secundàries femenines.

### Menstruació
Els estrògens regulen el cicle menstrual, presentant una major concentració durant els primers set dies del cicle.
L'alteració hormonal postmenopàusica més important és la caiguda de la secreció d'estrògens per part dels ovaris. Una falta de formació de fol·licles contribueix a una elevada producció compensatòria de FSH i LH de la hipòfisi. Un 60 % dels estrògens circulatoris premenopàusics està format per estradiol i la resta és, majoritàriament, estrona. Aquesta última és la font d'estrògens premenopàusica més important.
La caiguda del nivell d'estrògens després de la menopausa causa sufocacions, l'aprimament de les mucoses vaginals i de la uretra, i la disminució de la mida dels òrgans reproductors i dels pits. Després de la menopausa, el risc de malalties cardiovasculars i d'osteoporosi augmenta.

### Embaràs i postpart
Durant l'embaràs, el nivell d'estrògens augmenta en grans quantitats, en especial el d'estriol i estradiol. El punt de partida per a la síntesi d'estriol a la placenta és una substància que es forma gràcies a la cooperació de les glàndules suprarenals i el fetge del fetus. Aquesta substància va des de la circulació fetal a la placenta, on es transforma en estriol.
Les dones embarassades excreten grans quantitats d'estriol a través de l'orina. Per aquest motiu, abans es mesurava el funcionament de la placenta a través d'aquesta concentració d'estriol. L'estriol també es forma mitjançant reaccions catabòliques que tenen com a precursor l'estradiol.

## Estrògens a homes i dones

### Dones
Els estrògens són els responsables del desenvolupament de les característiques sexuals secundàries femenines durant la pubertat. A més a més, són els patrons de comportament sexual i regulen la diferenciació sexual i el cicle menstrual. Alguns canvis provocats pels estrògens al cos femení poden ser: l'augment de greix corporal, el creixement de cabells i d'ungles, l'augment del pit, el foment de l'arèola femenina, l'eixamplament de la pelvis; l'extensió dels malucs, l'augment de greix en la zona genital, la separació de les cames i canvis en el sistema venós.

### Homes
Els homes també posseeixen estrògens al seu organisme encara que les dones els tenen en quantitats molt més elevades. Els estrògens són importants per a la reproducció masculina. La producció d'estradiol als testicles té un paper important al desenvolupament d'espermatozous normals. Cal destacar també la síntesi local d'estradiol en teixits ossis per a tancar les plaques epifisàries als ossos llargs i, d'aquesta manera, acabar amb l'augment d'altura durant la pubertat. La síntesi d'estrona i estradiol al teixit adipós augmenta en situacions de sobrepès, el que porta a un engrandiment patològic de les glàndules mamàries de l'home. Aquest tret també pot ser provocat pel dopatge. Les substàncies de dopatge emulen l'hormona masculina testosterona, però en ingerir-ne una quantitat massa elevada, la testosterona pot ser convertida a estradiol via aromatasa.

## Malalties relacionades amb els estrògens
Hi ha afeccions hepàtiques que deriven a una capacitat reduïda de la inactivació i del catabolisme dels estrògens, fet que pot contribuir a un excés d'estrògens, situació no desitjable per a l'organisme. Se sap que els estrògens tenen cert efecte preventiu de les malalties cardiovasculars. El defecte hereditari que s'associa més sovint a la síntesi d'hormones esteroidals és la deficiència de 21-hidroxilasa, el que comporta un greu trastorn. Persones amb un dèficit de la 17–hidroxilasa, reductor de les concentracions d'estrògens, tenen problemes en la maduració sexual. A més, s'ha demostrat que determinats tumors poden ser productors d'estrogen per a ambdós sexes.

## Història
El 1929, Adolf Butenandt i Edward Adelbert Doisy van aïllar i purificar de forma independent l'estrona, el primer estrogen descobert. Després, l'estriol i l'estradiol van ser descoberts el 1930 i el 1933, respectivament. Poc després del seu descobriment, es van introduir els estrògens, tant naturals com sintètics, per a ús mèdic. Els exemples inclouen glucurònid d'estriol (Emmenin, Progynon), benzoat d'estradiol, estrògens conjugats (Premarin), dietilestilbestrol i etinilestradiol.
La paraula estrogen deriva del grec antic que es deriva d'"ostres" (un estat periòdic d'activitat sexual a les femelles dels mamífers), i gens (generació). Es va publicar per primera vegada a principis de la dècada de 1920 i s'esmenta com "oestrin". Amb els anys, la paraula va adoptar l'ortografia d'estrogen perquè encaixés amb la pronunciació fonètica.